# Андрієвський Петро Федорович
Петро Федорович Андрі́євський (липень 1954, с. Замош'є, Лельчицький район, Гомельська область — 30 вересня 2012, Мінськ) — протоієрей Російської православної церкви, богослов. У своїх працях приділяв значне місце критиці модернізму у православній теології.

## Біографія
Народився в липні 1954 року в селі Замошшя (Лельчицький район) Гомельської області в багатодітній сім'ї.
З 1976 року працював у школах району вчителем фізики та хімії й одночасно навчався на філософському відділенні БДУ.
Після закінчення університету в 1982 році вступив до Ленінградської духовної семінарії, яку закінчив у 1984 році. Того ж року вступив до Московської духовної академії.
У 1985 році ректор академії єпископ Александр висвятив його в сан диякона. З третього курсу перейшов на заочне відділення академії, яку закінчив у 1992 році.
У 1987 році митрополит Мінський і Білоруський Філарет висвятив його в сан священника та направив на служіння до Свято-Троїцької церкви міста Єльська Гомельської області.
З 2001 року — член редакції православного журналу «Благодатний вогонь» (додаток до журналу «Москва»). У цьому журналі та в інших виданнях були опубліковані його статті богословського та церковно-історичного змісту.
З 2008 року служив у Свято-Єлисаветинському монастирі м. Мінська.

## Погляди
У своїх працях протоієрей Петро Андрієвський наголошував на необхідності повернення до святоотцівської спадщини, до святоотцівської традиції, підкреслюючи, що, окрім Святого Письма, лише Отці Церкви мають бути опорою в богословському дискурсі. Критикував погляди О. І. Осипова, А. В. Кураєва та інших, а також явище модернізму в православному богослов'ї.

## Праці
- Нотатки про богослов'я // Сайт робіт протоієрея Петра Андрієвського.
- Апологет єресі (Про спотворення православного віровчення у творах диякона Андрія Кураєва) // Благодатний вогонь.
- Лукавий філософ на ниві богослов'я // Православна бесіда.
- Проповідники «народного православ'я» // Благодатний вогонь. — № 12.
- Єресь царебожжя // Благодатний вогонь. — № 11.
- Царебожне словоблуддя в радіоефірі // Благодатний вогонь. — № 10.
- Яку людську природу прийняв Христос? // Благодатний вогонь.
- Про що ревнує «Православна Русь»? // Благодатний вогонь. — № 9.
- Чи можливе повернення до Церкви єретичних спільнот? // Благодатний вогонь.
- На шляху літургійного руйнування. Апологія оновленства протоієрея М. Балашова // Благодатний вогонь. — № 8.
- Катехизис лжевчителя // Благодатний вогонь. — № 7.
- Росія перед Другим пришестям… Невиправдані передбачення // Благодатний вогонь. — № 7.
- Антихрист і «штрихофобія» // Благодатний вогонь. — № 6.
- Ще раз про «Царя-Спасителя» // Благодатний вогонь. — № 5.
- Екуменічний богослов о. Іларіон (Алфєєв) // Благодатний вогонь. — № 5.
- Єресь іменобожництва в минулому та сьогоденні // Благодатний вогонь. № 5. 2000. — С. 69-87.
- Первородний гріх і неосудні пристрасті // Православний журнал «Благодатний вогонь».
- Спокутний подвиг Господа нашого Ісуса Христа // Православний журнал «Благодатний вогонь».
- Православні вчення про спасіння // Православний журнал «Благодатний вогонь».
- Хто буде судити Ісуса Христа? // Православний журнал «Благодатний вогонь».
- Протестантизм у Православ'ї // Православний журнал «Благодатний вогонь».
- Чи потрібен нам Помісний Собор? // Православне інформаційне агентство «Русская линия».
- Таїнство Євхаристії й фантазери від богослов'я // Православне інформаційне агентство «Русская линия».
- Кривовір'я // Сайт робіт протоієрея Петра Андрієвського.
- Чи є православними іменобожники? // Русский Вестник. — № 21—22. — 2000.
- Чи має рацію мирянин Володимир Губанов // Сайт робіт протоієрея Петра Андрієвського.
- Безпідставні страхи «православних» адвентистів // Сайт робіт протоієрея Петра Андрієвського.
- Спокута чи виправлення гріховної природи // Сайт робіт протоієрея Петра Андрієвського.
- Протоієрей Іоанн Мейєндорф і Шамбезійська угода // Сайт робіт протоієрея Петра Андрієвського.
- Родовий гріх. Знахідка богословів МДА на язичницькій галявині // Сайт робіт протоієрея Петра Андрієвського.
- Про екуменізм // Русский Вестник. — № 5—6. — 2000.
- Питання проф. О. І. Осипову // Русский Вестник. — № 40—41. — 1999.
- Сучасні єресіархи: проф. О. І. Осипов // Русский Вестник. — № 34—35. — 1999.
- Немає влади не від Бога // Журнал «Москва». — № 8. — 2000.
- Про простір Церкви Христової // Сайт робіт протоієрея Петра Андрієвського.
- Про єресі диякона Андрія Кураєва // Русский Вестник. — № 44—45. — 1998.
- Про богословствуючого диякона Андрія Кураєва // Благодатний вогонь.
- Що таке первородний гріх і чому потрібно хрестити немовлят // Благодатний вогонь.
- Русь свята! Ховай віру православну, в ній твоє утвердження! // Сайт робіт протоієрея Петра Андрієвського.